# Eugongylus
Eugongylus — рід сцинкоподібних ящірок родини сцинкових (Scincidae). Представники цього роду мешкають в Австралазії і Океанії.

## Види
Рід Eugongylus нараховує 5 видів:
- Eugongylus albofasciolatus (Günther, 1872)
- Eugongylus mentovarius (Boettger, 1895)
- Eugongylus rufescens (Shaw, 1802)
- Eugongylus sulaensis (Kopstein, 1927)
- Eugongylus unilineatus (de Rooij, 1915)